# Flavocetraria
Flavocetraria is een geslacht van korstmossen dat behoort tot de orde Lecanorales van de ascomyceten. De typesoort is Flavocetraria cucullata. Deze soort is later heringedeeld naar Nephromopsis cucullata. Aangezien de typesoort is heringedeeld geldt dit geslacht als ongeldig.